# St. Mauritius (Bergheim, Oberbayern)

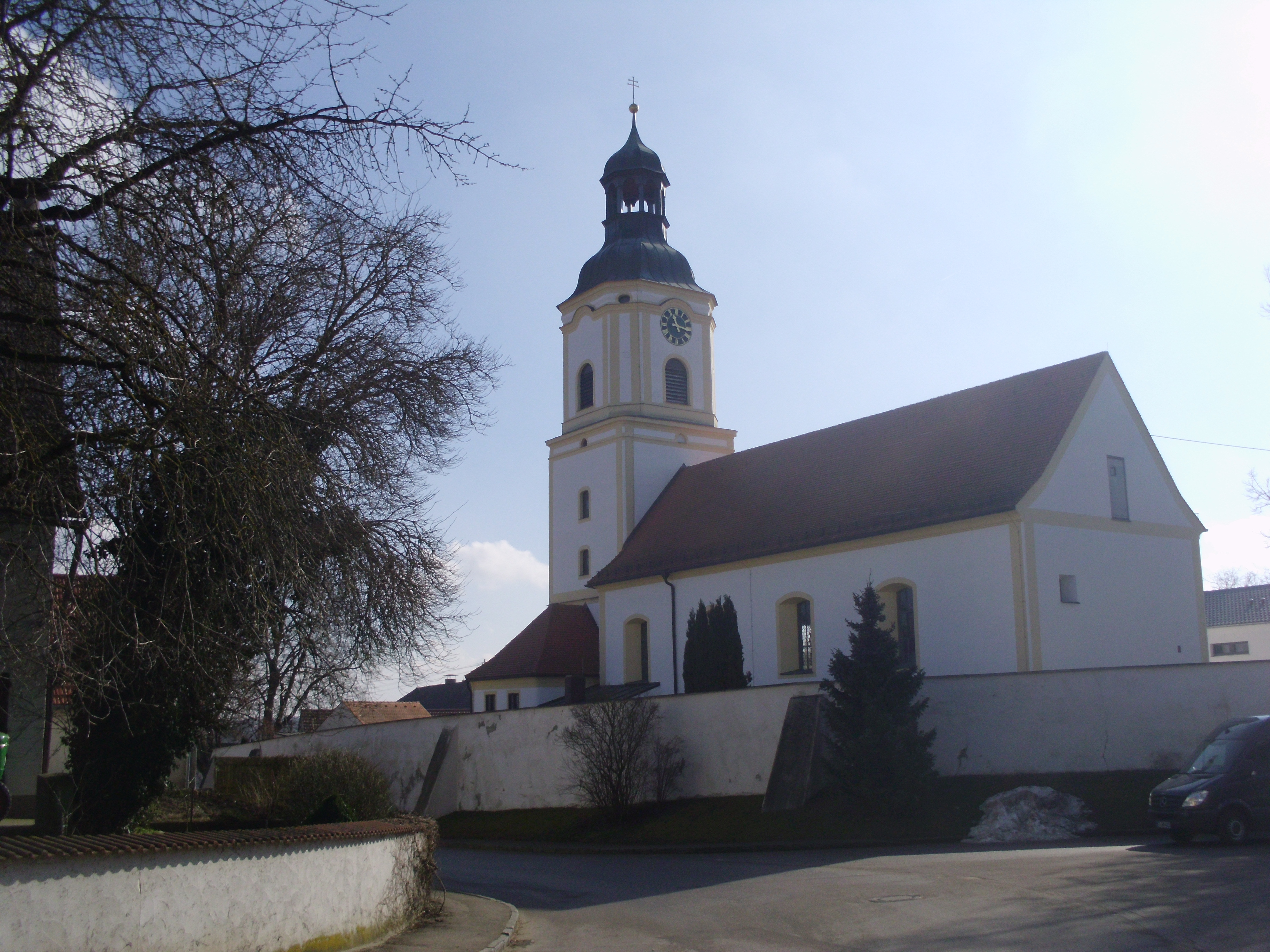
St. Mauritius, Nordseite

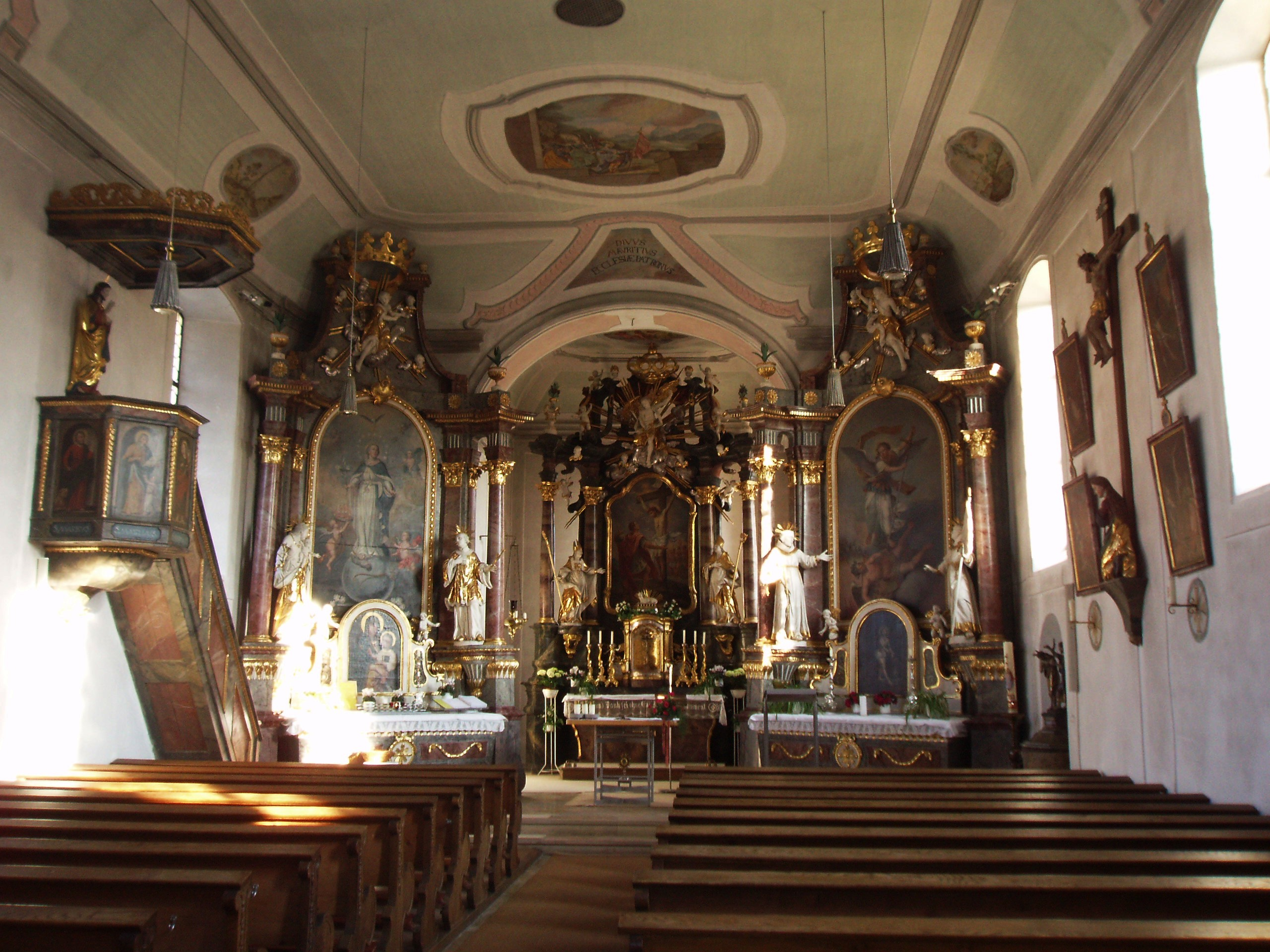
Blick zu den Altären im Osten der Kirche

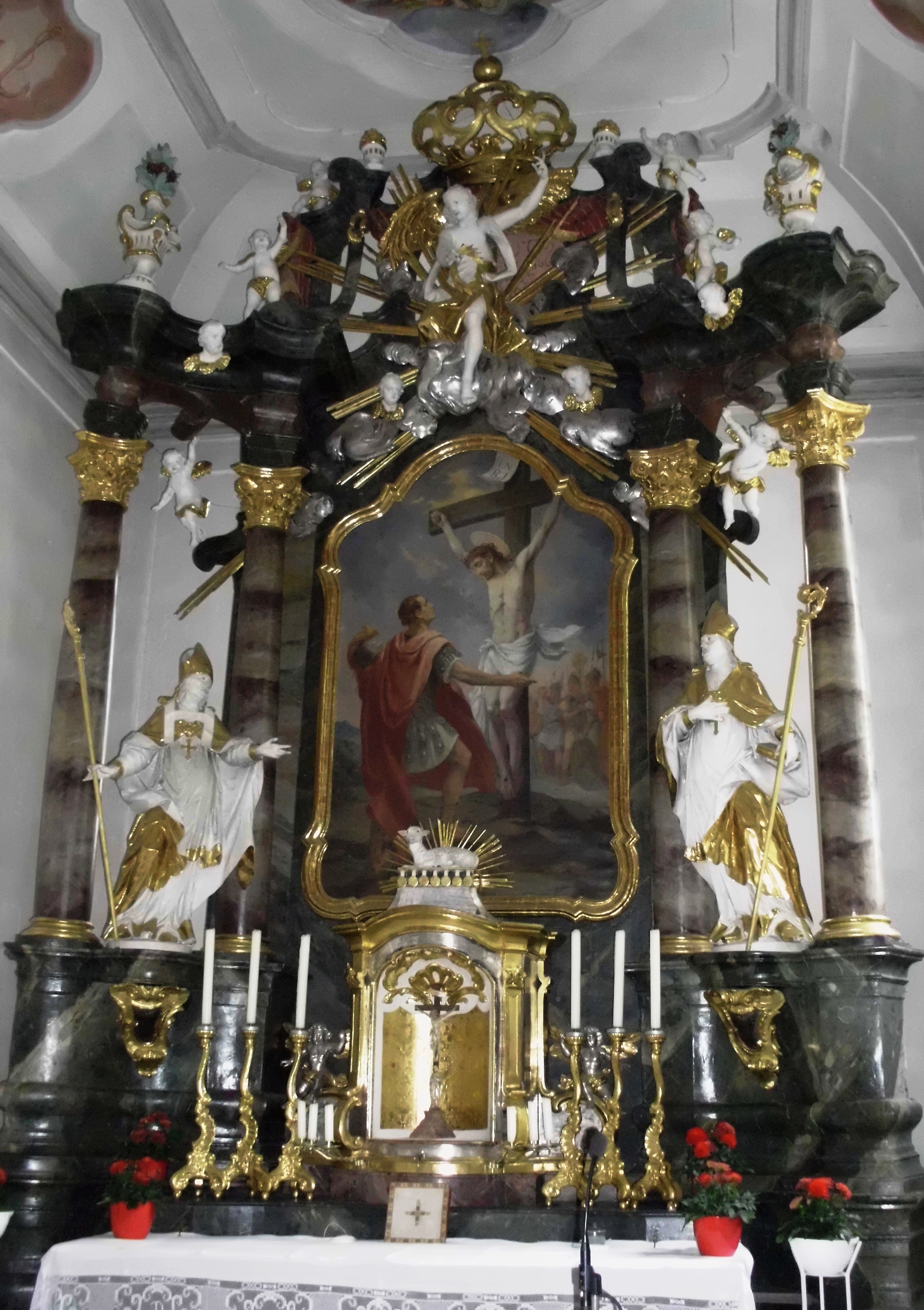
Hauptaltar

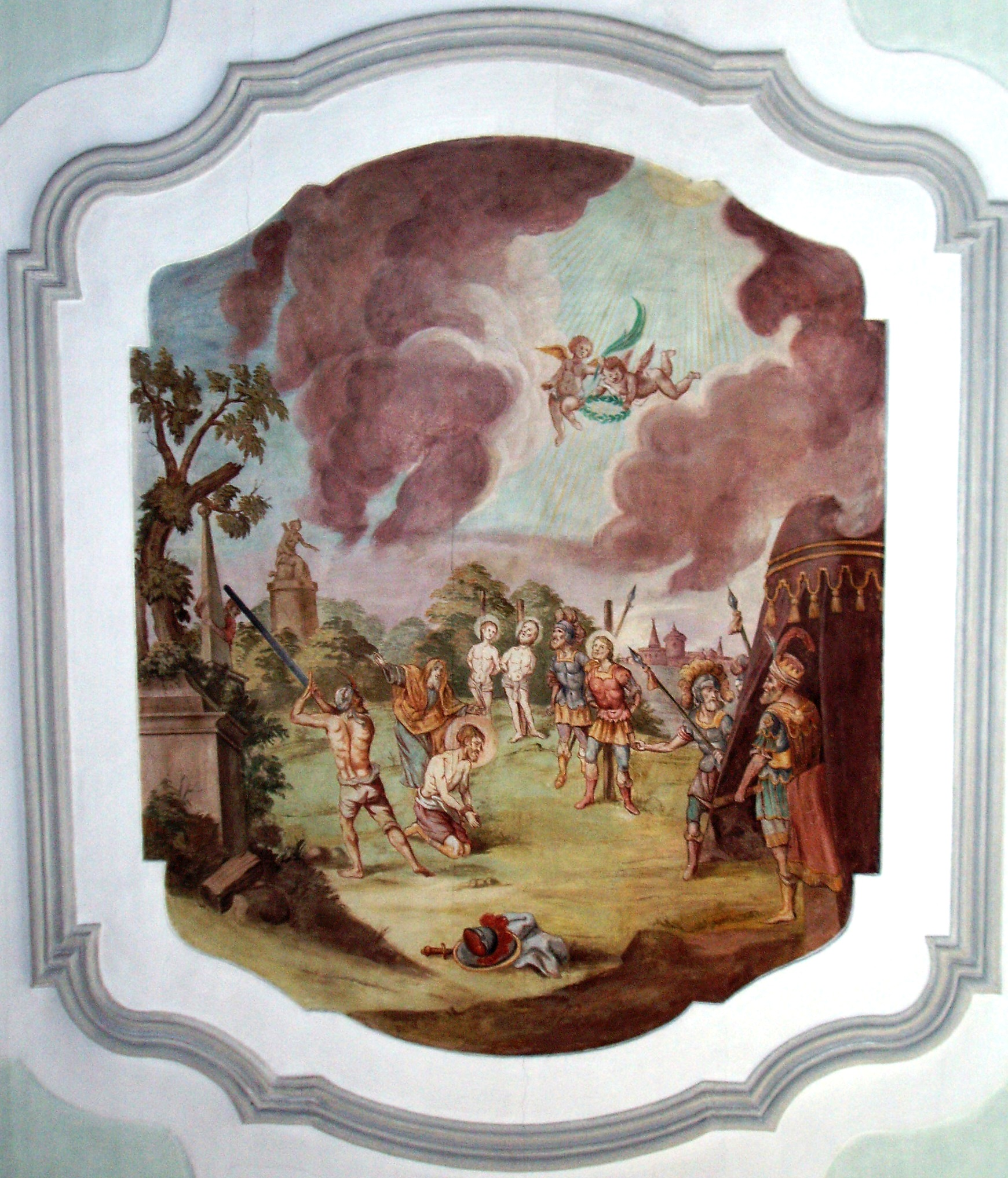
Fresko mit dem Martyrium des hl. Mauritius

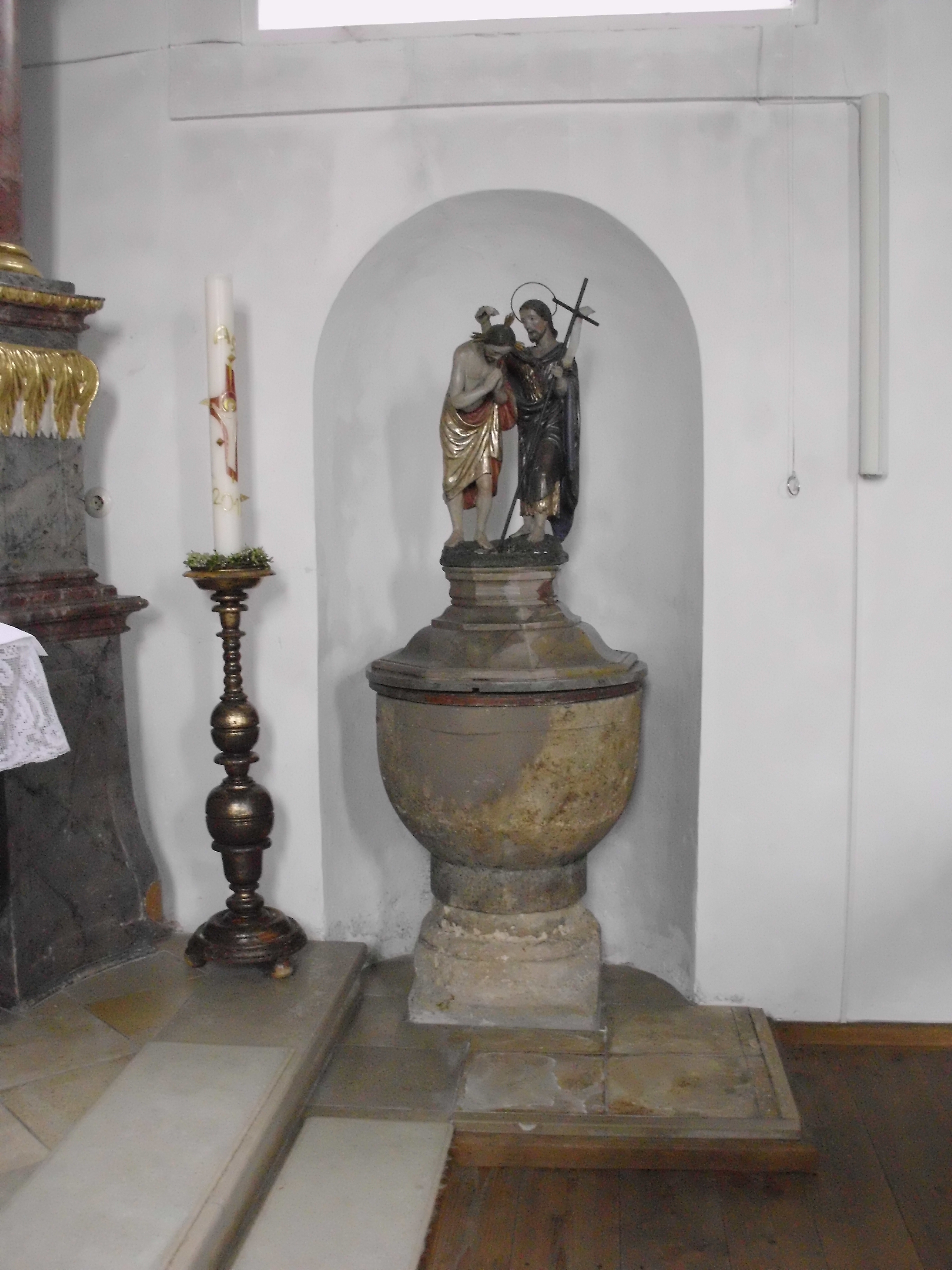
Taufstein

St. Mauritius ist die mit diesem Patrozinium ausgestattete katholische Pfarrkirche in Bergheim bei Neuburg an der Donau.

## Lage
Die Kirche steht in West-Ost-Ausrichtung auf einer leichten Anhöhe in einem ummauerten Friedhof im Ortskern, Hauptstraße 12.

## Geschichte
Laut Gundekarianum konsekrierte Bischof Otto von Eichstätt zwischen 1182 und 1195 in Bergheim eine den Heiligen Mauritius und Dionysius geweihte Kirche. 1308 erfolgte wiederum eine Kirchweihe. 1315 wurde die Pfarrei durch Bischof Philipp von Rathsamhausen dem Kloster Kaisheim inkorporiert. Von dieser gotischen Kirche haben sich die Untergeschosse des heutigen Kirchturms sowie die westliche und nördliche Langhauswand erhalten. In der Barockzeit wurde 1741 bis 1747 der Turm abgeändert; er erhielt ein Glockengeschoss mit Haube und Laterne.
1744 wurde unter dem Kaisheimer Abt Cölestin I. Meermoos das Langhaus unter Einbeziehung älterer Teile neu gebaut und eine Sakristei angefügt. Baumeister war der Ingolstädter Stadtmaurermeister Michael Anton Prunnthaler (* 1684 in Kelheim; † 1750 in Ingolstadt). Die Weihe der neuen Kirche erfolgte am 18. September 1783. Für 1812 sind Bauarbeiten am Turm überliefert. 1830 wurden Glocken umgegossen. Im 19. und 20. Jahrhundert erfolgten mehrere Renovierungen. 1949 erhielt die Turmkuppel eine Neueindeckung mit Schiefer. 1967 wurde die Turmkuppel mit Kupfer versehen. 1961 wurde das Langhaus um sechs Meter nach Westen verlängert.
Mit dem Pfalzgrafentum Neuburg war der Ort und damit auch die Kirche 1542 bis 1618 protestantisch; die Rekatholisierung erfolgte unter Pfalzgraf Wolfgang Wilhelm.

## Baubeschreibung
Es handelt sich um eine im Kern spätmittelalterliche Chorturmkirche, das bedeutet, dass das Untergeschoss des Turmes im Osten den quadratischen Chor bildet. Dort findet man ein barockes Kreuzgratgewölbe vor, während das Langhaus über einer Kehle flachgedeckt ist. Im Westen befindet sich eine Empore über dem Portal mit der kleinen offenen Vorhalle. Der Chorbogen ist korbbogig, die Fenster sind segmentbogig. Über dem im Grundriss quadratischen dreigeschossigen Unterbau des Turmes steht ein Oktogon, dessen Eckflächen nur ein Drittel der Breite der Hauptflächen aufweist. Dieses Glockengeschoss hat an allen vier Hauptseiten eine rundbogige Schallöffnung sowie im Osten und im Westen ein Ziffernblatt der Turmuhr, die 1869 beschafft wurde. Auf dem geschwungenen Turmhelm sitzt eine offene Laterne mit welscher Haube, Turmkugel und Patriarchenkreuz. Die Sakristei befindet sich im nördlichen Chorwinkel; sie nimmt fast die Turmbreite ein und ragt weit über die Nordwand vor. Während die gotischen Bauteile aus Kalkquadern ausgeführt sind, wurde für die Neu- und Umbauten der Barockzeit Kalkbruchstein verwendet.

## Ausstattung
Der um 1765 entstandene viersäulige frühklassizistische Hochaltar ist vielleicht ein Werk des Eichstätter Hofbildhauers und Baumeisters Matthias Seybold, der auch den barocken Hochaltar des Eichstätter Domes schuf, der heute in der Pfarrkirche von Deggendorf steht. Das Altarbild, das den Kirchenpatron vor einem Kruzifix zeigt, ist eine Arbeit von einem gewissen Baumann aus dem Jahr 1944. Die flankierenden Figuren stellen die Diözesanheiligen Willibald und Wunibald dar. Die klassizistischen Seitenaltäre aus dem Ende des 18. Jahrhunderts stammen aus dem ehemaligen Franziskanerkloster in Neuburg und sind schräg in die ausgerundeten Ostecken des Langhauses gestellt. Der nördliche zeigt auf einem Ölgemälde von Chrysostomus Wink die Immaculata, flankiert von Holzstatuen des hl. Josef und des hl. Dominikus, der südliche ein Ölgemälde „Hl. Michael“ von Josef Schuster, flankiert von Holzstatuen des hl. Franz von Assisi und des Kirchenpatrons. Die um 1700 entstandene Kanzel stammt wohl aus der früheren Kirche; in den Feldern des polygonalen Korpus sind die vier Evangelisten gemalt. Der Taufstein in Form eines Kelches auf einem Rundpfeiler wurde im 16./17. Jahrhundert aus Kalkstein gefertigt. Die Stuhlwangen, um 1760 geschnitzt, zeigen Blütenketten.
Der Kreuzweg, 14 Ölgemälde auf Leinwand, ist eine Arbeit aus dem Ende des 18. Jahrhunderts. Weitere Ölgemälde stellen die 12 Apostel dar; sie sind an der Emporenbrüstung angebracht und stammen aus der 1. Hälfte des 18. Jahrhunderts.
An Holzfiguren sind im Langhaus eine Madonna von 1460/70, eine hl. Walburga aus dem 17. Jahrhundert und auf einer Tragstange der hl. Sebastian zu finden. Das Kruzifix an der südlichen Langhauswand stammt aus dem 1. Drittel des 16. Jahrhunderts.
Grabdenkmäler an der Kirche sind Pfarrern gewidmet: Johannes Georgius Zelin, † 1742, Franciskus Anton Jacop, † 1750, Franz Anton Koberaus, † 1814, Franz Sales von Maiern, † 1833, und Joseph Ledl, † 1958.
Die 1856 angeschaffte Orgel wurde 1906 durch eine neue ersetzt. 1922 wurden die im Ersten Weltkrieg beschlagnahmten Glocken durch neue ersetzt, die im Zweiten Weltkrieg abgeliefert werden mussten. 1952 kamen vier neue Glocken in den Turm.

## Fresken
Die Freskenausmalung erfolgte 1779. Bei ihrer Freilegung 1939 wurden sie überarbeitet. Dargestellt sind Szenen aus dem Leben des Kirchenpatrons, die Trinität und verschiedene Embleme.

## Sonstiges
Die Friedhofsummauerung vom 17./18. Jahrhundert besitzt Strebepfeiler, der Zugang erfolgt vom Westen und vom Osten her. Im Friedhofsbereich steht im Südosten eine katholische Wallfahrtskapelle „Mariä Himmelfahrt“ aus der Barockzeit. Am „Kapellenacker“ stand fünf Jahrhunderte lang eine dem hl. Werner geweihte Kapelle, die nach der Säkularisation verfiel.